# Ayer (Valais)
Ayer (pronunciado Aier) es una localidad y antigua comuna suiza del cantón del Valais, situada en el distrito de Sierre, comuna de Anniviers.
Los ciudadanos de la comuna de Ayer aceptaron con el 58% de los votos el 26 de noviembre de 2006 la fusión con otras cinco comunas del Val d'Anniviers: Chandolin, Grimentz, Saint-Jean, Saint-Luc y Vissoie para formar la comuna de Anniviers. La fusión es efectiva desde el 1 de enero de 2009.
La antigua comuna limitaba al norte con las comunas de Vissoie y Saint-Luc, al este con Oberems, al sur con Randa, Täsch y Zermatt, y al occidente con Evolène, Grimentz y Saint-Jean. Además hacían parte del territorio comunal, las localidades de: Cuimey, La Comba, Le Bouillet, Les Morands, Mission, Mottec, Pralong y Zinal.